# Martin Kovář
Martin Kovář (20 de marzo de 1967) es un deportista checo que compitió en natación adaptada. Ganó cinco medallas en los Juegos Paralímpicos de Verano en los años 2000 y 2004.

## Palmarés internacional
| Juegos Paralímpicos | Juegos Paralímpicos | Juegos Paralímpicos | Juegos Paralímpicos |
| Año                 | Lugar               | Medalla             | Prueba              |
| ------------------- | ------------------- | ------------------- | ------------------- |
| 2000                | Sídney (Australia)  | Medalla de oro      | 50 m espalda S3     |
| 2000                | Sídney (Australia)  | Medalla de bronce   | 100 m libre S3      |
| 2004                | Atenas (Grecia)     | Medalla de oro      | 50 m libre S3       |
| 2004                | Atenas (Grecia)     | Medalla de oro      | 100 m libre S3      |
| 2004                | Atenas (Grecia)     | Medalla de oro      | 200 m libre S3      |